# كتائب ثوار الشام
كتائب ثوار الشام فصيل عسكري مُعارض للنظام السوري تأسَّس في السابعِ من نيسان/أبريل 2015 في حلب. الفصيل مجهزٌ بالعتادِ الثقيل والخفيف ويزيدُ عدد مقاتليه عن 2500 مقاتل، ويُقاتل بشكلٍ أساسي ضد الجيش السوري و‌حزب الله وباقي الميليشيات الإيرانية التي تدعمُ النظام. تضمُّ كتائب ثوار الشام عددًا من جنودِ النظام المنشقّين وضباطه والكثير من الثوار المدنيين الذين كان يقودهم النقيب ناجي المصطفى.